# Ostrinia zealis
Ostrinia zealis là một loài bướm đêm trong họ Crambidae.